# Statek pożarniczy

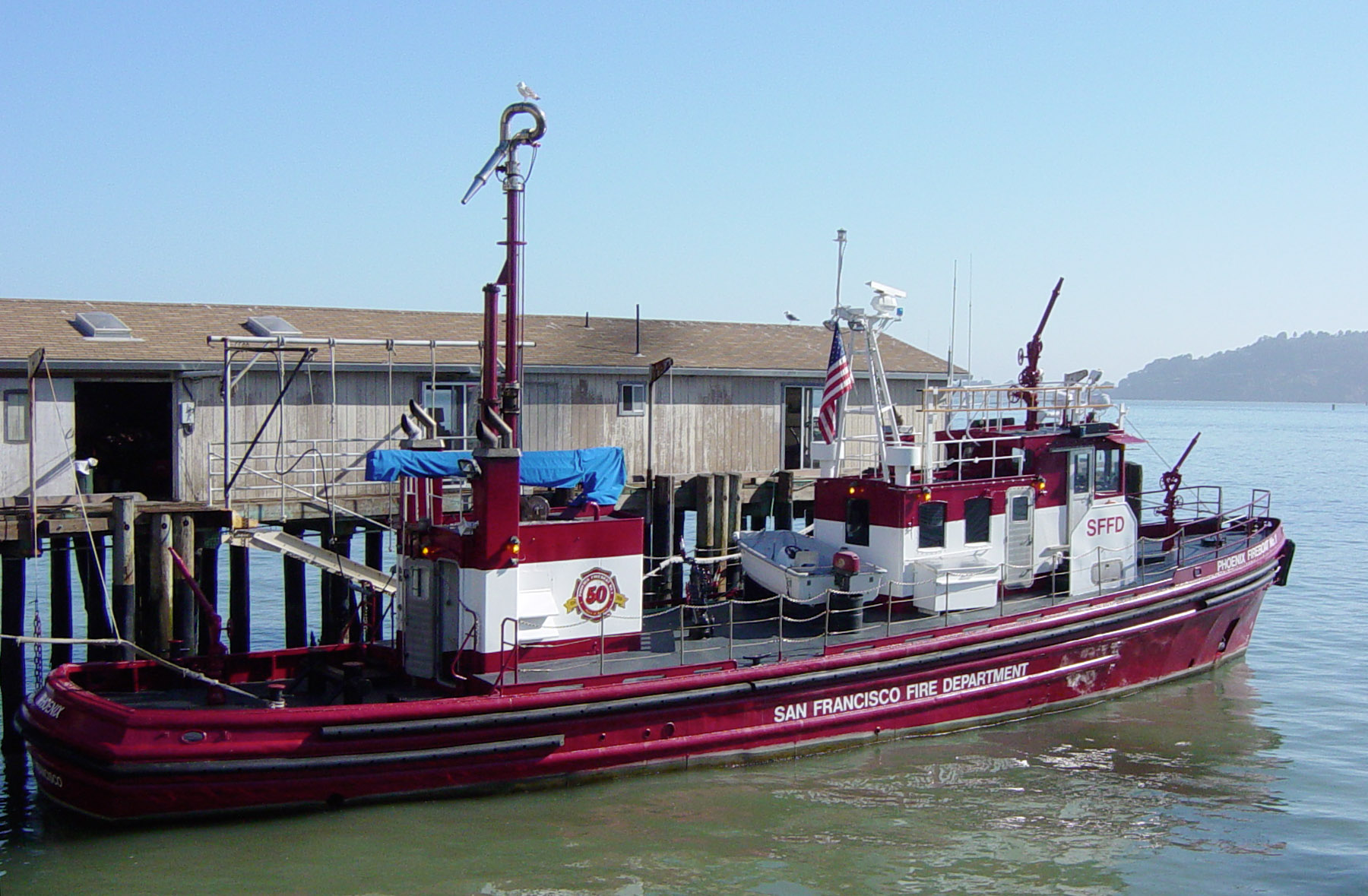
Statek pożarniczy Phoenix

Statek pożarniczy – jednostka pływająca przeznaczona do zwalczania pożarów na jednostkach pływających i na obszarach portowo-stoczniowych (od strony morskiej). 
Statki pożarnicze dysponują specyficznym wyposażeniem gaśniczym (m.in. pompy wodne o dużej mocy, armatki wodne i środki chemiczne). Zakres działania nowoczesnych statków pożarniczych został rozszerzony o zwalczanie skutków katastrof ekologicznych na akwenach morskich. Załogi statków pożarniczych to wyspecjalizowana kadra pożarniczo-ratunkowa. Tradycją polskiego nazewnictwa okrętowego stało się nadawanie statkom pożarniczym nazwy "Strażak" z kolejnym numerem porządkowym na burcie. Stacjonowanie jednostek gaśniczych jest szczególnie ważne w rejonach rafinerii i terminali przeładunkowych gazu, ropy naftowej i chemikaliów (autonomia jednostek pożarniczych w stosunku do lądowych sieci wodociągów).